# Шона Лене
Шона Лене (на английски: Shawna Lenee) е американска порнографска актриса.

## Ранен живот
Родена е на 12 април 1987 г. в град Кливланд, щата Охайо, САЩ. Става майка на 17-годишна възраст. Работи като мейнстрийм модел и актриса преди да започне кариерата си в индустрията за възрастни.

## Кариера
Дебютира като актриса в порнографската индустрията през 2005 г., когато е на 18-годишна възраст и все още учи в гимназията.
В началото на кариерата си се изявява под псевдонимите Kara Mynor и Kara Bare, които са избрани от нейните агенти и тя не ги харесва и променя впоследствие псевдонима си на Шона Лене. Шона е истинското ѝ първо име, а Лене е вариант на Лий, което е второто ѝ име.
Избрана е любимка на месеца и момиче на корицата на списание „Пентхаус“ за юли 2008 г. През 2009 г. е поставена на второ място в надпреварата за любимка на годината на „Пентхаус“.
Лене е обект на статия на вестник „Ню Йорк поуст“ заради позицията ѝ срещу предложението на губернатора на щата Ню Йорк Дейвид Патерсън за въвеждане на данък върху продажбите на всички цифрови продукти.
През 2010 г. тя напусна филмовата индустрия за възрастни за няколко години. За това време тя посещава колеж, където учи за управлението на малкия бизнес и започва свой бизнес.
През 2014 г. възобновява кариерата си в порноиндустрията и подписва ексклузивен шестмесечен договор с компанията Брейзърс.

## Награди
Носителка
- 2010: AVN награда за невъзпята звезда на годината.[3]

Други признания и отличия
- 2008: Twistys момиче на месец май.[7]
- 2008: Пентхаус любимка за месец юли.[8][6]
- 2009: Второ място в конкурса Пентхаус любимка за годината.[3]